# Фугоу
Фуго́у (кит. упр. 扶沟, пиньинь Fúgōu) — уезд городского округа Чжоукоу провинции Хэнань (КНР). Название означает «павильон Фунин и ручей Вэйшуйгоу».

## История
Уезд был образован при империи Хань в 196 году до н. э. При империи Восточная Цзинь в 317 году уезд Фугоу был присоединён к уезду Синьцзи (新汲县), но при империи Северная Вэй в 420 году воссоздан. При империи Суй уезд Синьцзи был присоединён к уезду Фугоу.
В 1949 году был создан Специальный район Хуайян (淮阳专区), и уезд вошёл в его состав. В 1953 году Специальный район Хуайян был расформирован, и уезд перешёл в состав Специального района Сюйчан (许昌专区).
15 июня 1965 года был создан Специальный район Чжоукоу (周口专区), и уезд вошёл в его состав. В 1969 году Специальный район Чжоукоу был переименован в Округ Чжоукоу (周口地区).
8 июня 2000 года постановлением Госсовета КНР были расформированы округ Чжоукоу и городской уезд Чжоукоу, и образован городской округ Чжоукоу.

## Административное деление
Уезд делится на 2 уличных комитета, 8 посёлков и 6 волостей.